# Pseudotrochalus congoensis
Pseudotrochalus congoensis är en skalbaggsart som beskrevs av Moser 1924. Pseudotrochalus congoensis ingår i släktet Pseudotrochalus och familjen Melolonthidae. Inga underarter finns listade i Catalogue of Life.